# Ole Wendt
Ole Wendt (* 5. Oktober 1992 in Kiel, Schleswig-Holstein) ist ein deutscher Basketballspieler und -trainer. Der ehemalige Junioren-Nationalspieler und Erstligaspieler musste seine professionelle Leistungssportkarriere im Alter von 23 Jahren aus gesundheitlichen Gründen bereits früh beenden. Zu seinen größten Erfolgen zählen zwei fünfte Plätze um die U-20-Basketball-Europameisterschaft, die Vizemeisterschaft in der NBBL sowie mit Phoenix Hagen das Erreichen der Play-offs um die deutsche Meisterschaft in der Bundesliga-Spielzeit 2012/13. Nach seiner Laufbahn als Berufsbasketballspieler arbeitete der ehemalige Student der Universität Paderborn als Nachwuchstrainer bei den Paderborn Baskets. Ole Wendt hat einen eineiigen Zwillingsbruder Lars Wendt, der ebenfalls Basketballprofi wurde.

## Karriere
Wendt begann das Basketballspiel zusammen mit seinem Zwillingsbruder Lars in seiner Heimatstadt Kiel und spielte anschließend bis 2008 für die Itzehoe Eagles. 2008 wechselten beide in das Jugendinternat des damaligen Erstligisten Paderborn Baskets am Reismann-Gymnasium Paderborn. Dort spielten sie in der Nachwuchs-Basketball-Bundesliga für die U19-Auswahl der Paderborn Baskets und erreichten in ihrer ersten Spielzeit unter anderem mit den weiteren Auswahlspielern Robert Huelsewede und Dominik Malinowski 2009 das Finalturnier in Berlin. Nach einem Sieg über den zuvor einzigen Titelträger Team Urspring im Halbfinale verlor man das Endspiel um die Meisterschaft gegen den Nachwuchs von Gastgeber Alba Berlin, der erst in den letzten zwei Minuten erstmals in Führung ging. Auch in den folgenden beiden Jahren erreichte man das Top4-Turnier, schied aber jeweils im Halbfinale gegen Team Urspring aus. Wendt war mehrfach Mitglied der Nord-Auswahl der NBBL All-Star-Mannschaft, die sich im Vorspiel des All-Star Games der Bundesliga mit der Süd-Auswahl maß. Mit der U20-Nationalmannschaft erreichte er bei den Junioren-Europameisterschaften 2011 und 2012 unter dem damaligen Auswahltrainer Frank Menz jeweils einen fünften Platz.
Nachdem Ole Wendt in der Spielzeit 2009/10 mit einer Doppellizenz für den Kooperationspartner der Paderborn Baskets und Regionalligisten Benslips Baskets aus Salzkotten aktiv gewesen war, rückte er 2010 ins Aufgebot der Paderborn Baskets auf, die mittlerweile nur noch in der zweiten Liga ProA spielten. Nachdem er trotz seines Engagements in der NBBL bereits im ersten Jahr Spielanteile von durchschnittlich über 15 Minuten pro Spiel bekommen hatte, konnte er unter Verbesserung seiner Effektivität in der ProA-Saison 2011/12 seine Spielanteile auf über 20 Minuten ausbauen und wurde von Expertenforen als jüngster Spieler unter den fünf besten deutschen Spielern dieser ProA-Spielzeit gesehen. Nach dem Ende der Spielzeit trennten sich die Wege von Ole und seinem Zwillingsbruder Lars, der in die nächsttiefere Spielklasse ProB zu den Schwelmer Baskets ging, während Ole in die höchste deutsche Spielklasse Basketball-Bundesliga zu Phoenix Hagen wechselte. In seiner ersten Hagener Saison erreichte die Mannschaft für den Verein in der Bundesliga-Spielzeit 2012/13 die erste Play-off-Teilnahme für den Verein, als man als Hauptrundenachter mit einer positiven Saisonbilanz in der Viertelfinalserie dem Titelverteidiger Brose Baskets unterlag. In der folgenden Saison stagnierten Wendts Spielanteile, für die er unter anderem mit Niklas Geske konkurrieren musste. Zum Saisonende der Saison 2013/14, als die Mannschaft auf einem guten zehnten Platz die Play-offs jedoch deutlich verpasste, verletzte sich Wendt langfristig, worauf sein Vertrag in Hagen ohne Verlängerung auslief.
Beim Erstliga-Absteiger s.Oliver Baskets aus Würzburg versuchte sich Wendt unter dem langjährigen Paderborner Vereinstrainer Douglas Spradley in der ProA-Spielzeit 2014/15 an der Rückkehr, dass jedoch nur neun Meisterschaftseinsätze dauerte. Während die Würzburger den sofortigen Wiederaufstieg erreichten, musste Ole Wendt seine Profikarriere beenden. Im folgenden Jahr immatrikulierte sich Wendt an der Universität Paderborn und wurde zudem nach dem Erreichen der B-Trainer-Lizenz Nachwuchstrainer bei den Paderborn Baskets, für die er zuvor bereits aktiv gewesen war. Ab der Saison 2017/2018 war Ole Wendt Trainer und dann Spieler der zweiten Mannschaft der Paderborn Baskets in der 2. Regionalliga. In der Sommerpause 2019 wechselte Wendt als Spieler zum Regionalligaverein BBG Herford.
Anfang Oktober 2022 stieß er zur Mannschaft der TSG Söflingen (1. Regionalliga Südwest).